# Alanje
Alanje es un corregimiento o ciudad cabecera del distrito de Alanje en la provincia de Chiriquí, República de Panamá. La ciudad tiene 2.406 habitantes (2010). Se encuentra en la orilla del Río Chico, a unos 20 km de la capital provincial (David).